# Alka Tomar
Alka Tomar (ur. 1 grudnia 1983) – indyjska zapaśniczka walcząca w stylu wolnym. Siedmiokrotna uczestniczka mistrzostw świata, brązowa medalistka w 2006. Trzecia na igrzyskach azjatyckich w 2006 i czwarta w 2002. Wicemistrzyni Azji w 2005.
Triumfatorka igrzysk wspólnoty narodów w 2010. Zdobyła pięć medali na mistrzostwach Wspólnoty Narodów, w tym trzy złote, w 2005, 2009 i 2011. Siódma w Pucharze Świata w 2004 roku.
W roku 2007 została laureatką nagrody Arjuna Award.